# Hans Cattini
Johann Joseph Cattini, detto Hans (Grono, 24 gennaio 1914 – Losanna, 3 aprile 1987), è stato un hockeista su ghiaccio e allenatore di hockey su ghiaccio svizzero che ha rappresentato la nazionale svizzera.

## Carriera
Considerato come uno dei più grandi giocatori nella storia dell'hockey su ghiaccio svizzero, Hans Cattini conquistò una medaglia di bronzo con la nazionale della Svizzera durante il torneo di Sankt Moritz 1948. Dopo la conquista della medaglia olimpica gli fu concesso un certificato per poter entrare gratuitamente in tutti i palazzetti del ghiaccio in Svizzera. Prese parte anche ai giochi di Garmisch-Partenkirchen 1936, durante i quali la nazionale fu eliminata al primo turno con una vittoria e due sconfitte. In totale Cattini vanta 54 reti in 111 incontri disputati.
A livello di club militò nell'HC Davos, formando con il fratello Ferdinand e Bibi Torriani la cosiddetta linea "Ni-Sturm". Durante gli anni cinquanta invece svolse l'incarico di giocatore-allenatore per il Lausanne Hockey Club. Nel 1998 Hans Cattini entrò a far parte della Hall of Fame dell'International Ice Hockey Federation. A partire dalla edizione 2010 della Coppa Spengler uno dei due raggruppamenti è intitolato alla memoria di Cattini, bandiera storica dell'HC Davos.

## Statistiche
Statistiche aggiornate.

### Giocatore

#### Club
| Stagione | Squadra  | Stagione regolare | Stagione regolare | Stagione regolare | Stagione regolare | Stagione regolare | Stagione regolare | Playoff | Playoff | Playoff | Playoff | Playoff |
| Stagione | Squadra  | Lega              | P                 | G                 | A                 | Pt                | PIM               | P       | G       | A       | Pt      | PIM     |
| -------- | -------- | ----------------- | ----------------- | ----------------- | ----------------- | ----------------- | ----------------- | ------- | ------- | ------- | ------- | ------- |
| 1933-34  | Davos    | NLA               | -                 | -                 | -                 | -                 | -                 |         |         |         |         |         |
| 1934-35  | Davos    | NLA               | -                 | -                 | -                 | -                 | -                 |         |         |         |         |         |
| 1935-36  | Davos    | NLA               | -                 | -                 | -                 | -                 | -                 |         |         |         |         |         |
| 1936-37  | Davos    | NLA               | -                 | -                 | -                 | -                 | -                 |         |         |         |         |         |
| 1937-38  | Davos    | NLA               | -                 | -                 | -                 | -                 | -                 |         |         |         |         |         |
| 1938-39  | Davos    | NLA               | -                 | -                 | -                 | -                 | -                 |         |         |         |         |         |
| 1939-40  | Davos    | NLA               | -                 | -                 | -                 | -                 | -                 |         |         |         |         |         |
| 1940-41  | Davos    | NLA               | -                 | -                 | -                 | -                 | -                 |         |         |         |         |         |
| 1941-42  | Davos    | NLA               | -                 | -                 | -                 | -                 | -                 |         |         |         |         |         |
| 1942-43  | Davos    | NLA               | -                 | -                 | -                 | -                 | -                 |         |         |         |         |         |
| 1943-44  | Davos    | NLA               | -                 | -                 | -                 | -                 | -                 |         |         |         |         |         |
| 1944-45  | Davos    | NLA               | -                 | -                 | -                 | -                 | -                 |         |         |         |         |         |
| 1945-46  | Davos    | NLA               | -                 | -                 | -                 | -                 | -                 |         |         |         |         |         |
| 1946-47  | Davos    | NLA               | -                 | -                 | -                 | -                 | -                 |         |         |         |         |         |
| 1947-48  | Davos    | NLA               | -                 | -                 | -                 | -                 | -                 |         |         |         |         |         |
| 1948-49  | Davos    | NLA               | -                 | -                 | -                 | -                 | -                 |         |         |         |         |         |
| 1949-50  | Lausanne | NLA               | -                 | -                 | -                 | -                 | -                 |         |         |         |         |         |
| 1950-51  | Lausanne | NLA               | -                 | -                 | -                 | -                 | -                 |         |         |         |         |         |
| 1951-52  | Lausanne | NLA               | -                 | -                 | -                 | -                 | -                 |         |         |         |         |         |
| 1952-53  | Lausanne | NLA               | -                 | -                 | -                 | -                 | -                 |         |         |         |         |         |
| 1953-54  | Lausanne | NLA               | -                 | -                 | -                 | -                 | -                 |         |         |         |         |         |

#### Nazionale
| Stagione | Livello     | Risultati    | Risultati | Risultati | Risultati | Risultati | Risultati |
| Stagione | Livello     | Competizione | P         | G         | A         | Pt        | PIM       |
| -------- | ----------- | ------------ | --------- | --------- | --------- | --------- | --------- |
| 1934-35  | Switzerland | WC           | -         | -         | -         | -         | -         |
| 1935-36  | Switzerland | OG           | 2         | 0         | 0         | 0         | -         |
| 1938-39  | Switzerland | WC           | -         | -         | -         | -         | -         |
| 1947-48  | Switzerland | OG           | 6         | 1         | 1         | 2         | -         |

### Allenatore
| Stagione  | Squadra  | Lega | Ruolo        | Note |
| --------- | -------- | ---- | ------------ | ---- |
| 1949-1950 | Lausanne | NLA  | Player-Coach |      |
| 1950-1951 | Lausanne | NLA  | Player-Coach |      |
| 1951-1952 | Lausanne | NLA  | Player-Coach |      |
| 1952-1953 | Lausanne | NLA  | Player-Coach |      |
| 1953-1954 | Lausanne | NLA  | Player-Coach |      |

## Palmarès

### Club
- Campionato Internazionale: 3

 Davos: 1933-34, 1934-35, 1936-37
- Campionato svizzero: 10

 Davos: 1937-38, 1938-39, 1940-41, 1941-42, 1942-43, 1943-44, 1944-45, 1945-46, 1946-47, 1947-48
- Coppa Spengler: 6

 Davos: 1933, 1936, 1938, 1941, 1942, 1943

### Nazionale
- Giochi olimpici: 1

 Svizzera: 1948
- Campionato mondiale: 1

 Svizzera: 1935
- Campionato mondiale: 2

 Svizzera: 1937, 1939
- Campionato europeo: 2

 Svizzera: 1935, 1939
- Campionato europeo: 2

 Svizzera: 1934, 1937
- Campionato europeo: 2

 Svizzera: 1933, 1949